# Снега Килиманджаро (фильм)
«Снега́ Килиманджа́ро» — американский художественный фильм 1952 года, экранизация одноимённого рассказа Эрнеста Хемингуэя.

## Сюжет
Фильм начинается со вступительных слов рассказа Хемингуэя: «Килиманджаро — это заснеженная гора высотой 19 710 футов, которая считается самой высокой горой в Африке. Ее западная вершина называется Масаи Нгже Нги, Дом Бога. Рядом с западной вершиной находится высушенная и замороженная туша леопарда. Никто не объяснил, что леопард искал на такой высоте».
В центре сюжета — воспоминания писателя Гарри (Грегори Пек), приехавшего на сафари в Африку. Он серьёзно заражает ногу в результате случайной царапины и после этого всё время лежит перед своей палаткой в ожидании медленной смерти. Потеря возможности передвигаться способствует самокопанию. Он вспоминает прошлые годы и то, как мало он добился в писательском ремесле. Гарри понимает, что, хотя он видел и переживал прекрасные и удивительные вещи в своей жизни, он никогда не писал о них. Его статус писателя умалялся его нежеланием писать по-настоящему. Также он ссорится с женой Эллен, которая находится рядом с ним (Сьюзен Хэйворд), обвиняя её в своей упаднической жизни и забывая собственную вину за неудачные попытки написать о чём-то действительно стоящем, имеющем для него значение: о впечатлениях от жизни среди бедных, но интересных людей, а не о представителях высшего общества, с которыми он имел дело позднее.
Гарри видит, как стервятники уже собираются на дереве в ожидании его близкой смерти. Он продолжает вспоминать свою жизнь, разговаривает с женой. Гарри рассказывает ей о впечатлениях из своего прошлого, то рассуждая, то делая выводы о своих с ней отношениях, в конце концов приходя к своего рода умиротворению, или даже запоздалой любви к ней.
Утрата подвижности приводит к саморефлексии. В часто бредовом состоянии он вспоминает свои прошлые отношения с американкой Синтией Грин — содержанкой друга-графа, которую он встретил в Париже. После печати первого романа Гарри, вместо того, чтобы снимать более красивый дом, как того хотела бы перебежавшая к нему Синтия, Гарри хочет отправиться на сафари в Африку — за новыми впечатлениями, так необходимыми ему, как человеку, зарабатывающему писательским ремеслом. Там у него бывают самые счастливые моменты, в том числе охота на носорога. Синтия беременна, но не определилась в своих желаниях в отношении своего будущего с Гарри. Он узнаёт о беременности от врача, только после специально устроенного Синтией выкидыша. Страдая от депрессии и впадая в алкоголизм, Синтия в конце концов бросает Гарри ради испанца — танцора фламенко.
Позже Гарри обручается с богатой графиней Лиз, которую он характеризует как «женщина — наполовину айсберг, наполовину … (слово обозначающее гулящую женщину)». Графиня всячески пытается доминировать в отношениях, как будто он её домашняя собачка и своими поступками унизить будущего мужа перед людьми из своего круга. Накануне свадьбы ревнивая Лиз устраивает публичный скандал Гарри с письмом от Синтии, которая сейчас находится в Мадриде. Элизабет уничтожает письмо на глазах у Гарри. Его чаша терпения переполнена. Непригодность графини для серьёзных отношений становится для Гарри кристально очевидной. Разозлённый на бестактное, унизительное поведение графини во время выходки с письмом, Гарри собирает чемоданы и уходит от Лиз. Не найдя Синтию по мадридскому адресу, указанному на конверте, он записывается добровольцем для участия в гражданской войне в Испании. Во время боя он встречает Синтию, которая работает водителем скорой помощи. Синтия смертельно ранена, а Гарри ранен, когда он покидает битву, чтобы попытаться привести умирающую Синтию к врачу.
После войны Гарри возвращается в Париж. Пока он стоит на мосту и смотрит на реку, он встречает Хелен, которую он раньше случайно принял за Синтию. После смерти своего любимого наставника, дяди Билла, Гарри получает в наследство письмо от дяди, которое раскрывает ему загадку леопарда. Бармен Гарри предполагает, что леопард оказался на вершине вулкана, потому что он шёл по ложному запаху и потерялся. Гарри считает себя неудачником, потому что потерпел неудачу в действительно важных вещах в жизни. Не поэтому ли леопард погиб на вершине Килиманджаро, потому что он, как Гарри пошёл по ложному следу?
Действие возвращается к подножью Килиманджаро. У Гарри нагноение царапины, и у него развивается гангрена. Когда Гарри приближается к смерти, Хелен заботится о нём, стараясь облегчить своему супругу последние часы и вселить в него бодрость духа. Гарри понимает для себя, что Хелен была в его жизни единственной женщиной, которая его любила. Приходит шаман, сына которого Гарри спас от бегемота. Шаман проводит обряд и кидает кости, чтобы узнать судьбу Гарри. Камера крупным планом показывает полные ужаса глаза шамана, увидевшего предсказание. Следуя указаниям в руководстве по оказанию первой помощи, Хелен открывает Гарри рану, чтобы выпустить инфекцию. На рассвете самолётом прилетает медицинская группа. Стервятники и гиены, ожидавшие смерти Гарри, уходят и больше не возвращаются.
В фильме — Гарри не умирает, что расходится с оригинальным произведением Хемингуэя. Может быть, благодаря незваному вмешательству африканского шамана или, возможно, собственной воле — независимо от причин, он остаётся, чтобы жить и исправить свои ошибки, чтобы увидеть наступление нового утра.

## В ролях
- Грегори Пек — Гарри Стрит
- Алексей Консовский — Гарри Стрит
- Ава Гарднер — Синтия Грин
- Ирина Карташёва — Синтия Грин
- Сьюзен Хэйворд — Эллен
- Серафим Холина — Эллен
- Хильдегард Кнеф — графиня Элизабет
- Эмметт Смит — Моло
- Лео Г. Кэрролл — дядя Билл
- Торин Тэтчер — мистер Джонсон
- Марсель Далио — Эмиль
- Леонард Кэри — доктор Симмонс
- Пол Томпсон — шаман

## Награды и номинации
Фильм номинировался на премию «Оскар» в двух категориях: лучшая операторская работа (премию получил фильм «Тихий человек») и лучшая работа художника-постановщика (премию получил фильм «Мулен Руж»).

## Факты
- Грегори Пек и Ава Гарднер сыграли вместе в фильме 1949 года «Большой грешник» а также в фильме 1959 года «На берегу».